# Кирилов, Валерий Юрьевич
Вале́рий Юрьевич Кири́лов (13 августа 1962, Ленинград — 1 марта 2024, Санкт-Петербург) — советский и российский барабанщик.

## Биография
Детство провёл в литовском городе Дукштас у бабушки Ульяны Титовны, которая происходила из старинного рода староверов Толкачёвых города Молетай. Дед — Фёдор Игнатьевич Кирилов, погиб во время войны. Позже Валерий переехал в Ленинград к родителям. Мать — Нина Фёдоровна Кирилова, руководящий работник, отец — Георгий (Юрий) Алексеевич Караськов, учёный ЦНИИМФ, моряк научного судна.
Учился в Ленинградской школе № 169, где двумя классами младше учился и Вадим Курылёв (ДДТ). Служил в армии в пограничных войсках. Учился в Санкт-Петербургском музыкальном училище им. М. П. Мусоргского, где курсом старше учился Евгений Губерман, который впоследствии стал его учителем. Губерман играл и в «Аквариуме», и в «Зоопарке», после его ухода, Евгения замещали его ученики. Пётр Трощенков — в «Аквариуме», Валерий Кирилов — в «Зоопарке».
По собственному признанию: «Будучи по образованию профессиональным музыкантом, я разрывался в то время между Рок-клубом и официозом. Играя в клубовских командах, я уставал от безденежья, но, играя в официозе, — плакал от маразма».

## Профессиональная деятельность
В первой половине 1980-х работал у заслуженного артиста РСФСР Владимира Городничего в составе оркестра под управлением Ярослава Тлисса.
ТО «Ленконцерт» в составе ВИА «Калинка», основателем и руководителем которой был тогда Сергей Борисович Лавровский, барабанщик первого состава ВИА «Поющие гитары».
Весной 1982 года играл в группе «Странные игры», в составе которой и вступил в Ленинградский Рок-Клуб, позже его сменил сокурсник по училищу Мусоргского — Александр Кондрашкин.
В 1982 году как приглашённый музыкант записывает с Виктором Цоем и Алексеем Рыбиным несколько песен. Записанный материал взял Виктор Цой и впоследствии, скорее всего, потерял его, но Кирилов сделал копию и совместно с Марьяной Цой восстановил запись на студии Эдиты Пьехи в 1991 году. Бас-гитару дописывал гитарист «Зоопарка» Александр Храбунов. Фрагмент записи вошёл в альбом-сборник «Неизвестные песни Виктора Цоя».
Играл в группах «Postscriptum» (1980), «Волшебное Путешествие» (1981), «Пепел» (1982), «КСК» с Евгением Фёдоровым и Андреем Михайловым (1983—1984), «Джунгли» (1984), «Skineaters» (Дания, 1990). Записывал с Александром Дёминым альбом «Заткнись и танцуй» в 1990 году.
В 1985 году становится участником группы «Зоопарк» и играл в ней до смерти её лидера Майка Науменко. Формально группа «Зоопарк» не распадалась.
В 1991 году продюсировал LP альбомы «Неизвестные песни Виктора Цоя», «Музыка для фильма» и «Уездный город N».
В начале 1990-х путешествовал, проживал в нескольких странах.
В 1995 году, в НИИ кардиологии была показана операция по трансплантации митрального и аортального клапанов сердца, но Кирилов отказался.
В 1998 году был арестован, а позже осуждён. Во время заключения приобрёл несколько тяжёлых заболеваний. Занялся литературной деятельностью. Незадолго до заключения получил от Андрея Панова предложение принять участие в записи альбома группы «Автоматические удовлетворители» «Праздник непослушания, или последний день Помпея» в качестве барабанщика.
В 2008 году был освобождён благодаря ходатайству ЛРК, петиции известных музыкантов, музыкальных деятелей и личному участию Бориса Гребенщикова, давшему концерт в исправительном заведении.
В 2017 году Влад Ковалёв снял о Валерии Кирилове фильм «Рок-н-ролльщик», который был отмечен на фестивалях «Студенческий ТЭФИ», «Святая Анна», «ПитерКиТ», «Интонации» и других.
Зимой 2018/2019 года совместно с Александром Храбуновым, был организован «учебно-лечебный коллектив „группа Триста“», с которым Кирилов, после тяжёлой болезни восстановился как действующий музыкант. Название группы придумал Сергей Рыженко. После смерти Храбунова группа была переименована в «300парк» (читается «Тристапарк»).
18 апреля 2019 года в клубе Money Honey состоялся концерт на день рождения Майка Науменко, в котором музыканты «Зоопарка» Храбунов и Кирилов впервые за долгие годы вместе вышли на сцену в составе «группы Триста».
В 2023 году была издана книга воспоминаний Валерия Кирилова, получившая название «Жизнь в зоопарке».

## Личная жизнь
Был женат на певице и актрисе Ольге Домущу («Джонатан Ливингстон», театр Буфф) погибшей в 2007 году. Дочь — Анжелика Пуджа, внук — Лео и внучка — Лайма. Дочь и её дети — граждане Финляндии.
5 июля 2018 года состоялась свадьба с Ириной Акимовой, а вскоре и венчание.
В 2019 году перенёс инсульт.
Скончался 1 марта 2024 года в 09:45 в Санкт-Петербурге. Причиной смерти стала продолжительная болезнь. Похоронен на Волковском кладбище.